# Stadionul Twickenham
Stadionul Twickenham (pronunție în engleză [twɪkənəm]; cunoscut simplu ca Twickenham sau Twickers) este un stadion localizat în Twickenham, în London Borough of Richmond upon Thames. Este cel mai mare stadion din lume dedicat exclusiv sportului rugby union, este cel de-al doilea stadion ca mărime din Marea Britanie, după Stadionul Wembley și al 5-lea stadion ca mărime din Europa.
Deși stadionul e dedicat pentru rugby union, în trecut pe el s-au mai ținut p serie de evenimente, printre care concerte susținute de Rihanna, Beyoncé, Iron Maiden, Bryan Adams, Bon Jovi, Muse, Genesis, U2, The Rolling Stones, The Police, Eagles, R.E.M. și Lady Gaga.

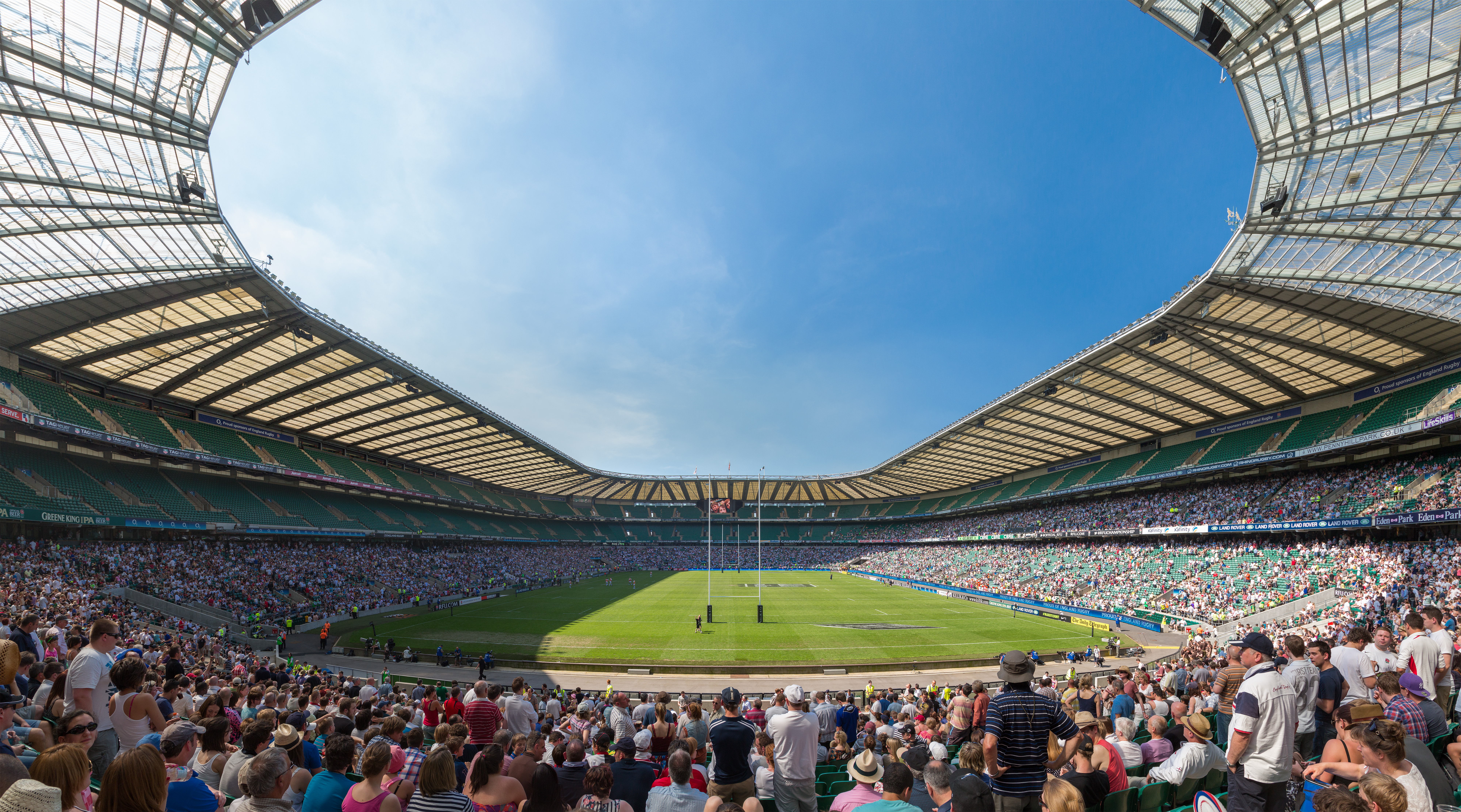
The interior Twickenham Stadium in 2012

## Concerte

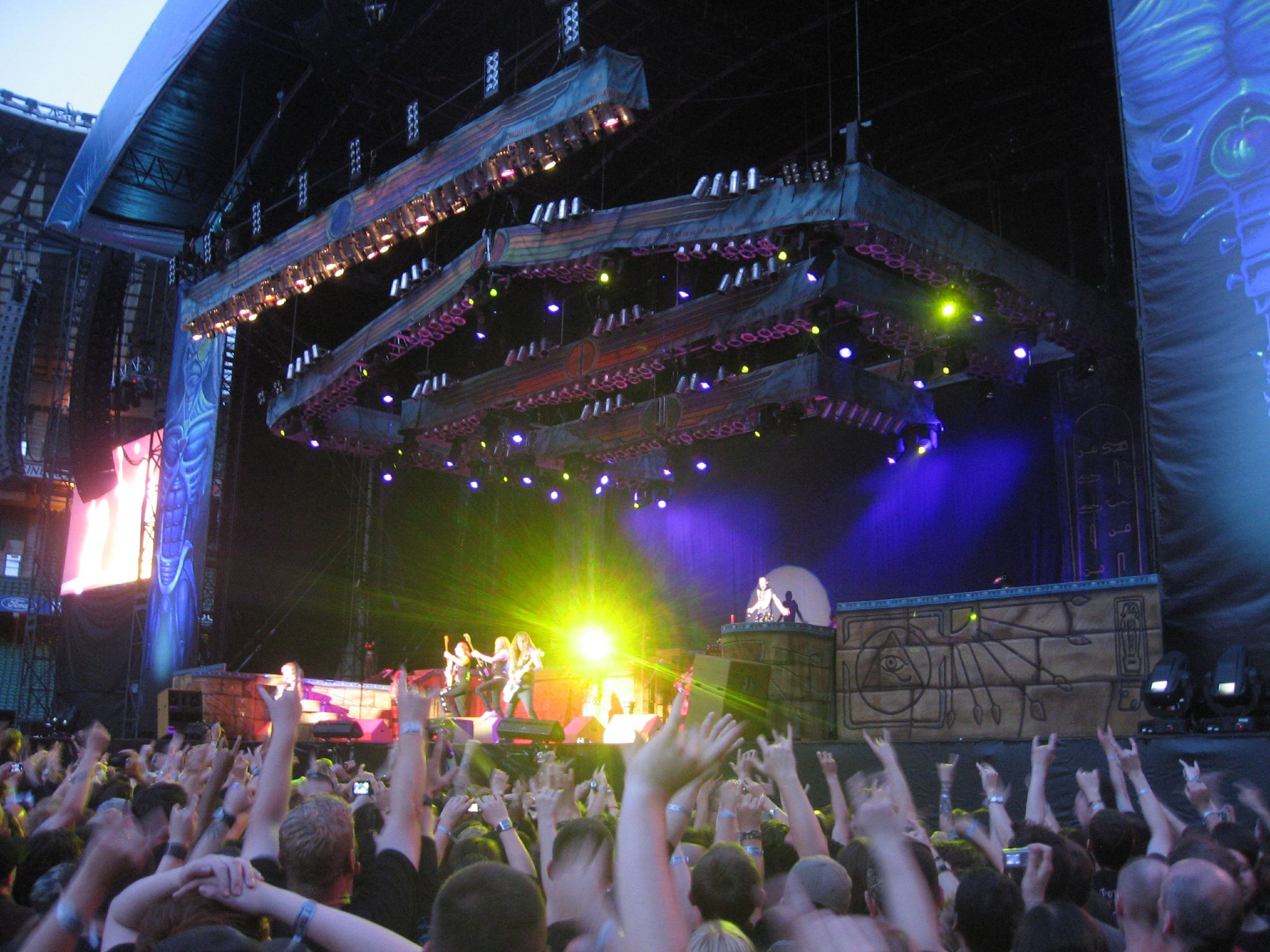
Iron Maiden în concert pe stadion. 2008

| Concerte pe Twickenham Stadium | Concerte pe Twickenham Stadium | Concerte pe Twickenham Stadium    | Concerte pe Twickenham Stadium |
| Data                           | Artist                         | Turneu                            | Spectatori                     |
| ------------------------------ | ------------------------------ | --------------------------------- | ------------------------------ |
| 24 August - 20 September 2003  | Rolling Stones                 | Licks Tour                        | -                              |
| 18-19 June 2005                | U2                             | Vertigo Tour                      | 110.796                        |
| 17 June 2006                   | Eagles                         | -                                 | -                              |
| 20-22 august 2006              | Rolling Stones                 | A Bigger Bang Tour                | 109.892                        |
| 30 June 2007                   | Rod Stewart                    | -                                 | -                              |
| 8 July 2007                    | Genesis                        | -                                 | -                              |
| 27-28 June 2008                | Bon Jovi                       | Lost Highway Tour                 | 92.852                         |
| 5 July 2008                    | Iron Maiden                    | Somewhere Back in Time World Tour | 55.000                         |
| 30 august 2008                 | R.E.M.                         | Accelerate Tour                   | -                              |
| 8-9 September 2008             | The Police                     | The Police Reunion Tour           | 104.417                        |
| 8-9 September 2012             | Lady Gaga                      | Born This Way Ball Tour           | 101.250                        |
| 1 June 2013                    | Beyoncé                        | The Mrs. Carter Show World Tour   | 104.060                        |
| 15-16 June 2013                | Rihanna                        | Diamonds World Tour               | 95.971                         |